# 53311 Deucalion
53311 Deucalion (1999 HU11) är ett objekt i Kuiperbältet. Det upptäcktes av Deep Ecliptic Survey vid Kitt Peak-observatoriet den 18 april 1999. Det är klassificerat som en cubewano. Namnet kommer från Deukalion i den grekiska mytologin.